# 馮坤
馮坤（1978年12月28日—），前中國女排主力二傳，北京人，身高1.83米。作为中国女排黄金二代的领军人，冯坤是中国排坛少见的攻击型二传手，她不仅掌握着全队的攻防节奏，而且不时地偷袭，令对手难以防范。人们很少见到的二传手大力扣杀的场面，冯坤却时常可以做到，同时冯坤也具有超强的拦网实力，攻、防、传、拦俱佳的冯坤的确称的上是一名世界级的二传。她被球迷亲切地称呼为：“熊猫”。
馮坤扣球高度最高達3.19米，攔網高度最高達3.10米。

## 個人三大賽榮譽
| 年份   | 世界大賽 (主辦國)                  |
| ------ | ---------------------------------- |
| 2002年 | 第14屆世界女排錦標賽殿軍 ( 德國)   |
| 2003年 | 第9屆世界盃冠軍 ( 日本)            |
| 2004年 | 雅典奧運會冠軍 ( 希臘)             |
| 2006年 | 第15屆世界女排錦標賽第五名 ( 日本) |
| 2008年 | 北京奧運會季軍 ( 中國)             |